# Slatino, Kiustendil
Slatino (în bulgară Слатино) este un sat în comuna Boboșevo, regiunea Kiustendil,  Bulgaria. 

## Demografie
Componența etnică a satului Slatino
     Bulgari (91,53%)
     Nicio identificare (8,46%)
     Altele (0%)
La recensământul din 2011, populația satului Slatino era de 449 locuitori. Din punct de vedere etnic, majoritatea locuitorilor (91,53%) erau bulgari. Pentru 8,46% din locuitori nu este cunoscută apartenența etnică.